# Pistacia weinmanniifolia
Pistacia weinmanniifolia là một loài thực vật có hoa trong họ Đào lộn hột. Loài này được J. Poiss. ex Franch. miêu tả khoa học đầu tiên năm 1886.